# Медаль «За спасение ближних на море»
Не следует путать данную медаль с другими медалями Российской империи: «За спасение сограждан», «За спасение погибавших», «За спасение человечества», «За спасение утопавших», «За спасение», «За спасение погибавших на море».
Медаль «За спасение ближних на море» — государственная награда Российской империи.

## Основные сведения
Медаль «За спасение ближних на море» была учреждена Александром I 11 ноября 1819 года. Об учреждении известно на основании журнала Комитета министров. Предназначена медаль была для награждения лиц, проявивших себя в спасении людей при происшествиях и катастрофах на море. Данной медалью был награждён только один человек — некто Белоусов, таганрогский мещанин.

## Описание медали
Медаль была сделана из золота. Диаметр 50 мм. На лицевой стороне медали изображён портрет Александра I без каких-либо императорских атрибутов, обращённый вправо. Вдоль края медали по окружности надпись «АЛЕКСАНДРЪ ПЕРВОЙ Б.М.ИМПЕРАТОРЪ ВСЕРОСС.». На оборотной стороне медали горизонтальная надпись в пять строк: «ЗА СПАСЕНЇЕ БЛИЖНИХЪ НА МОРѢ», под надписью небольшой горизонтальный ромб.
Медаль была отчеканена на Санкт-Петербургском монетном дворе в январе 1820 года.

## Порядок ношения
Медаль имела ушко для крепления к ленте. Носить медаль следовало на шее. Лента медали — Владимирская.

## Изображения медали

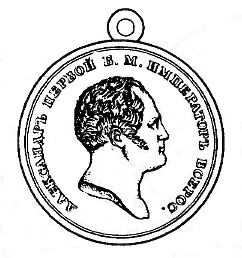
Аверс
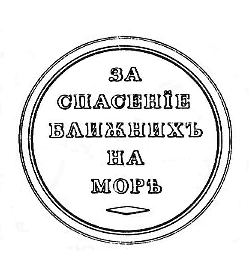
Реверс